# Proteggimi, mio talismano
Proteggimi, mio talismano (Khrani menya, moy talisman) è un film del 1986 diretto da Roman Balayan.

## Riconoscimenti
- 1987 - International Istanbul Film Festival
  - Tulipano d'Oro